# Hoyo de la Guija
Hoyo de la Guija es una localidad española perteneciente al municipio de Peguerinos, en la provincia de Ávila (comunidad autónoma de Castilla y León). En el año 2012 tenía una población de 35 habitantes.

## Demografía
| Gráfica de evolución demográfica de Hoyo de la Guija entre 2000 y 2012        |
|                                                                               |
| Población (2000-2011) según el nomenclátor de unidades poblacionales del INE. |